# Caetano Xavier Furtado
Caetano Xavier Furtado (1897 -1980 ) fue un botánico singapurense. Se especializó en palmas.
Tuvo la posibilidad de identificar y clasificar palmas de Indonesia, Malasia, Singapur, India, Burma, y Birmania.

## Algunas publicaciones
- When Was Gymnacranthera Warb. Validly Published?. 1958. Taxon 7 ( 5): 140-141

- The Traditional Meaning of Legitimate. 1965. Taxon 14 ( 8): 277-281

- La abreviatura «Furtado» se emplea para indicar a Caetano Xavier Furtado como autoridad en la descripción y clasificación científica de los vegetales.[2]

Se posee un registro IPNI de 187 descripciones de nuevas especies, las que publicaba habitualmente en : Gard. Bull. Singapore; Malaysian Forester; Repert. Spec. Nov. Regni Veg.; Gard. Bull. Straits Settlem.; Garcia de Orta.

## Honores

### Eponimia
Género
- Furtadoa M.Hotta[3]

Especiesde palma
- Phoenix furtadonna